# Hiyoshi-taisha

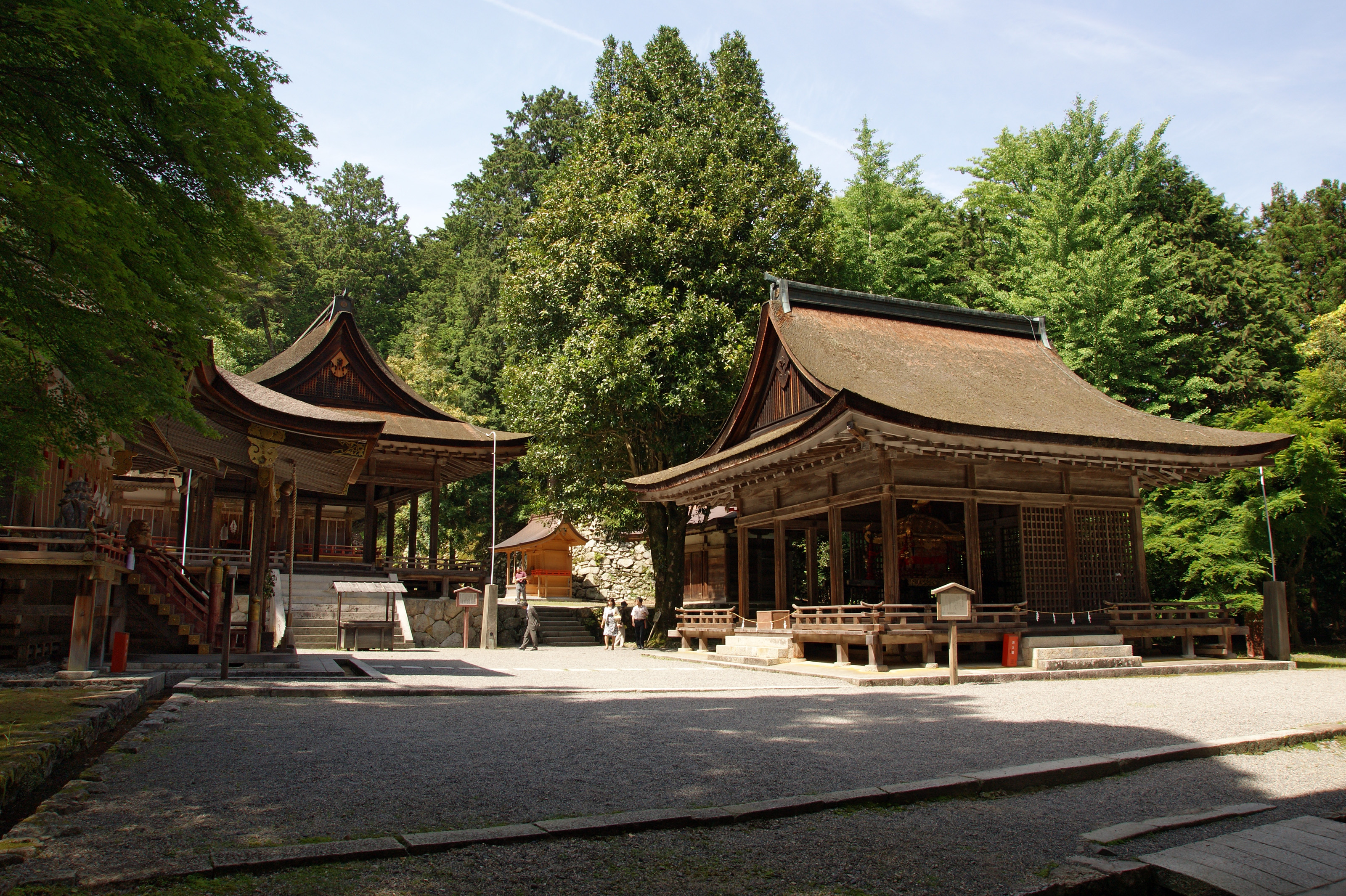
Higashi Hongū (bâtiment de dévotion à l'est).

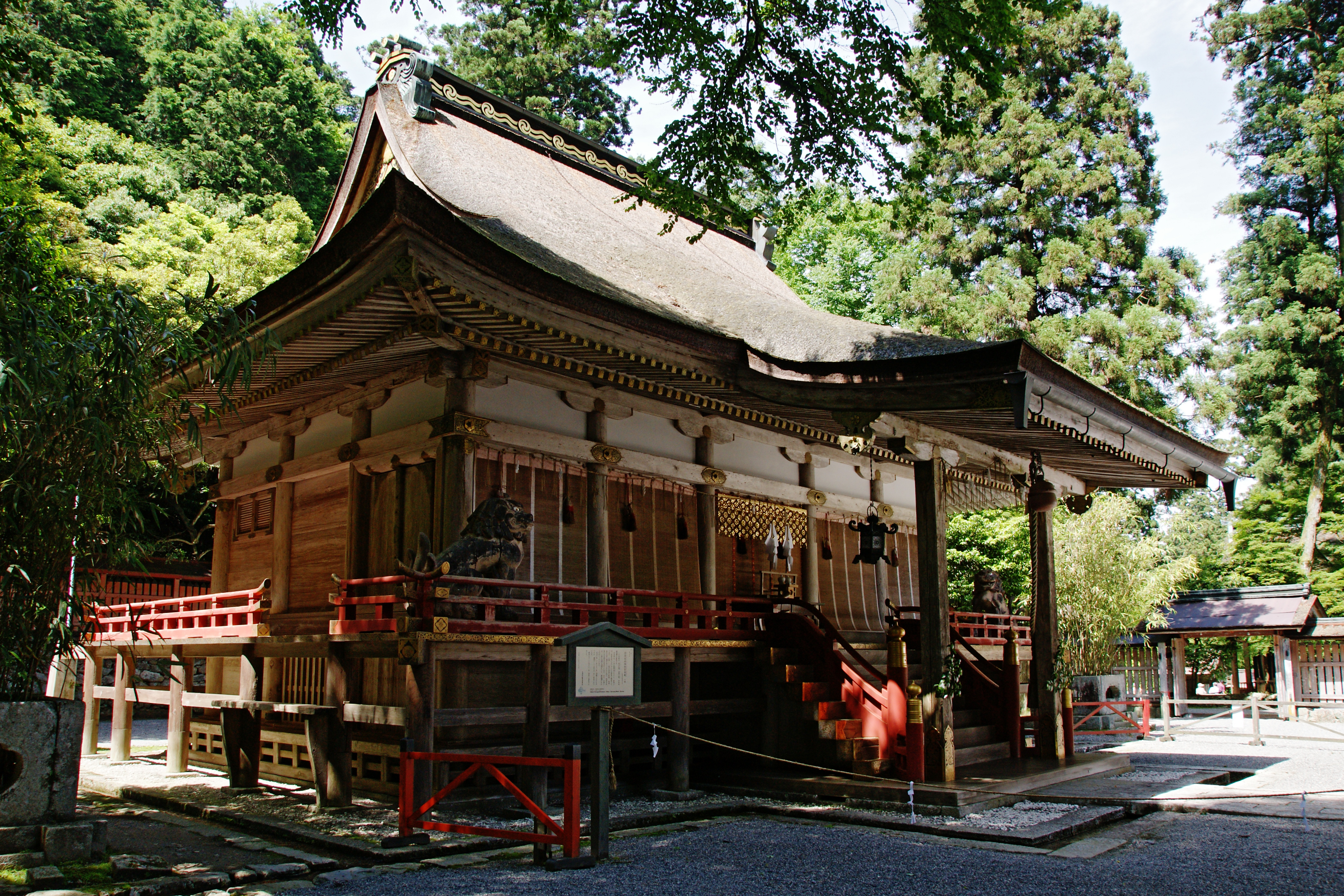
Honden de Nishi Hongū (bâtiment de dévotion à l'ouest).

Le Hiyoshi-taisha (日吉大社) (ou Hie-taisha) est un sanctuaire shinto situé dans la ville de Ōtsu au Japon. Il fait partie de la liste des vingt-deux sanctuaires. Il est dédié au kami Ōkuninushi.
Le bâtiment de dévotion de l'ouest (西本宮, nishi hon-gū) et le bâtiment de dévotion de l'est (東本宮, higashi hon-gū) sont classés trésors nationaux dans la catégorie des sanctuaires par l'agence pour les Affaires culturelles. Ce sanctuaire est à la tête du septième plus grand réseau de sanctuaires shinto du Japon avec quelque 4 000 affiliés.

## Histoire
La plus ancienne mention du Hiyoshi-taisha figure dans le Kojiki, composé au VIIIe siècle. À l'époque médiévale, le  Enryaku-ji incite le sanctuaire à inclure une certaine partie de l'essence du bouddhisme.
Les bâtiments du sanctuaire sont incendiés lorsqu'Oda Nobunaga détruit le Enryaku-ji en 1571. Les édifices existants sont construits dans le dernier quart du XVIe siècle.
Mireia Trius et Pedro Alcalde sont les premiers étrangers qui se sont mariés en 2008 selon le rite shintoïste au temple.[réf. nécessaire]

## Galerie d'images

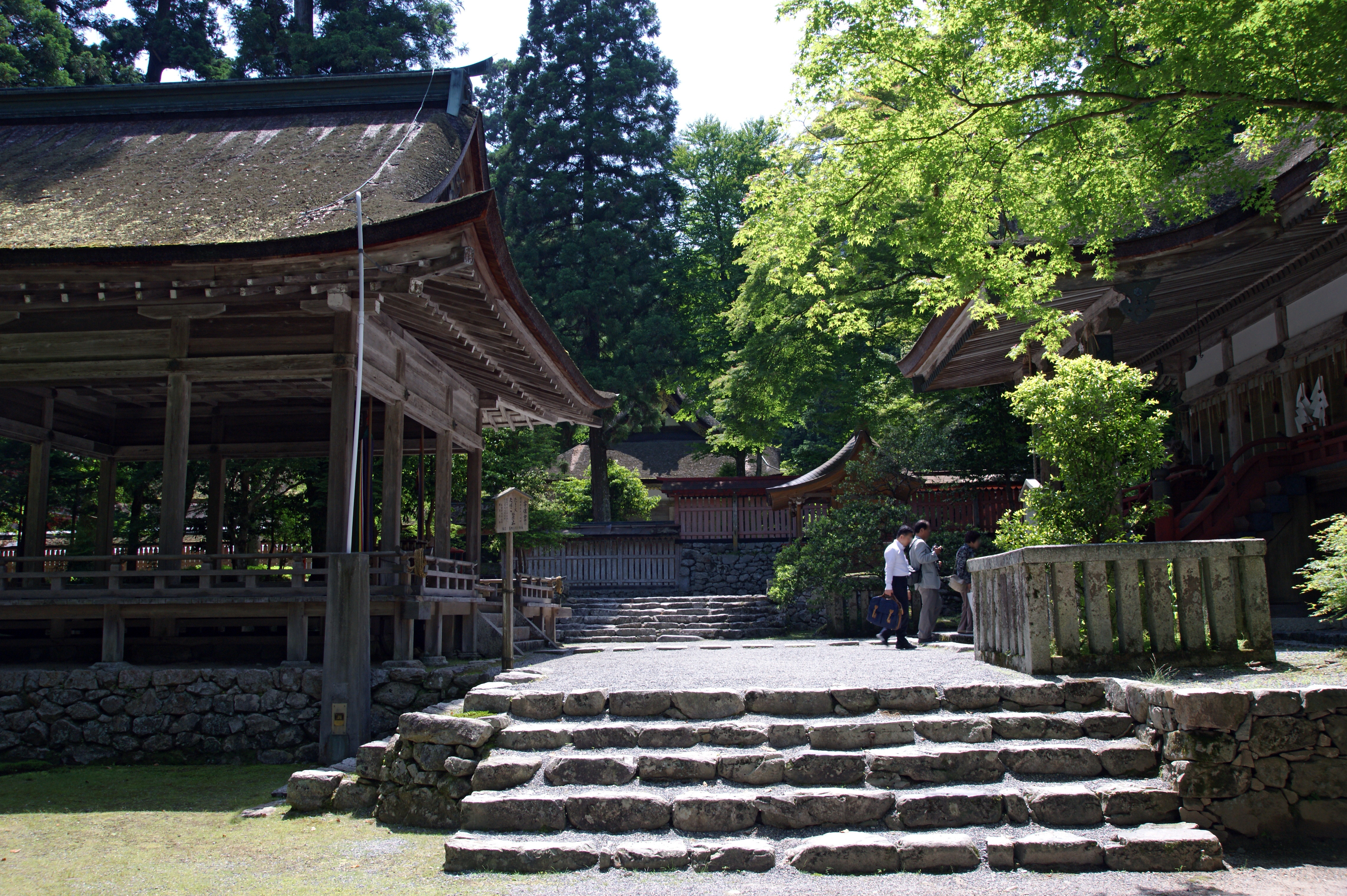
Usagu.
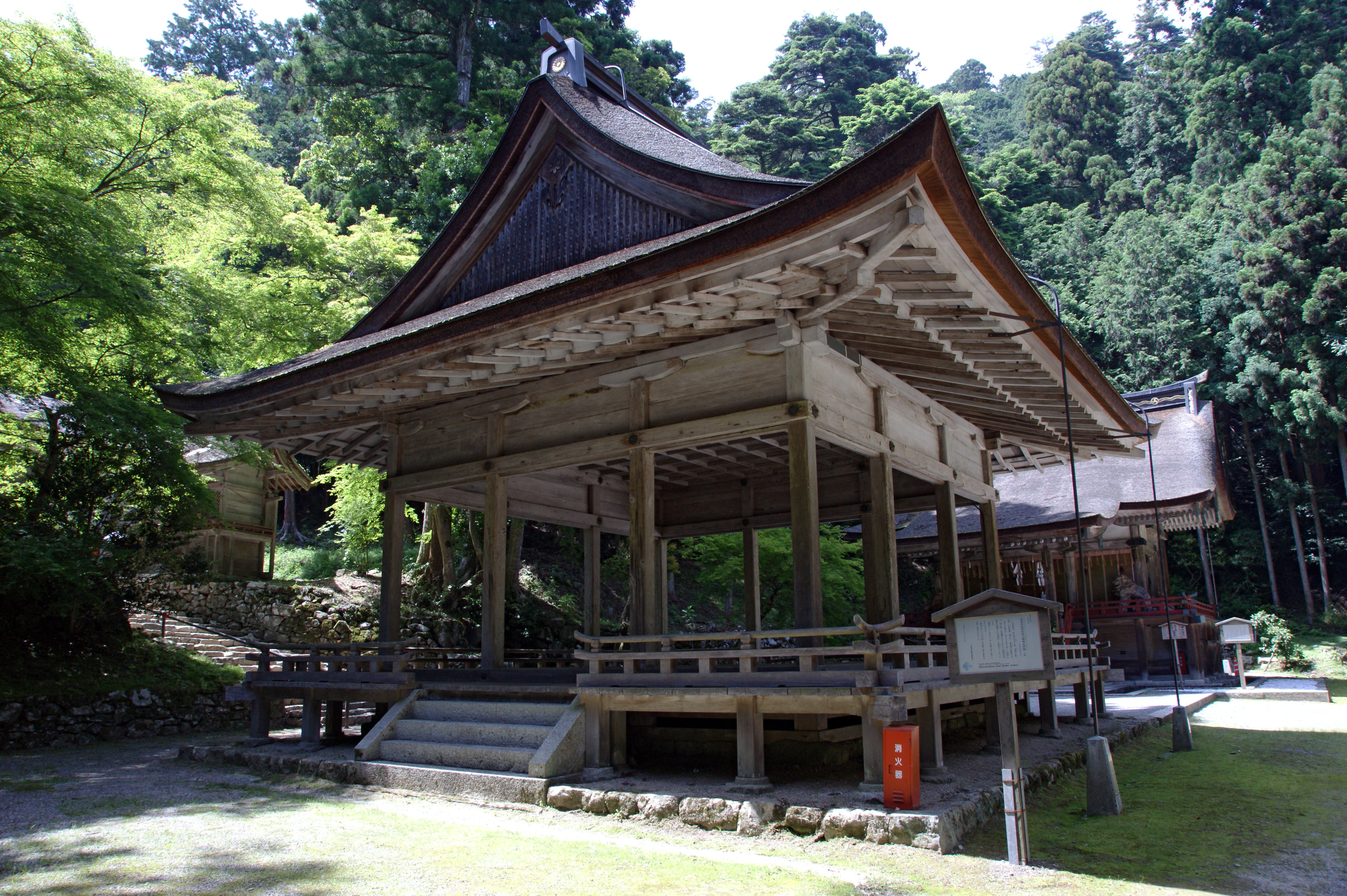
Shirayamahime-jinja.
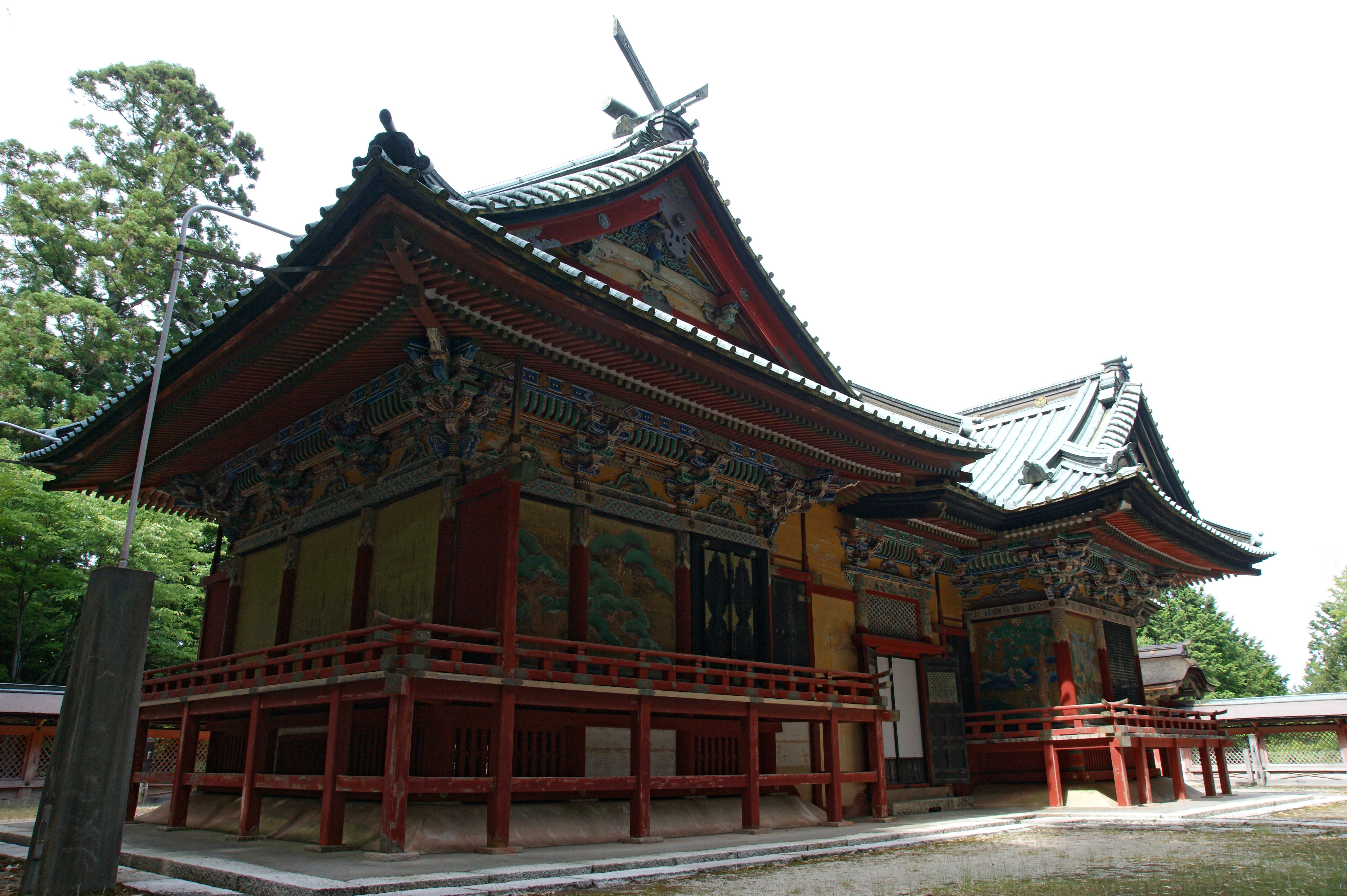
Hiyoshi Tōshōgū.
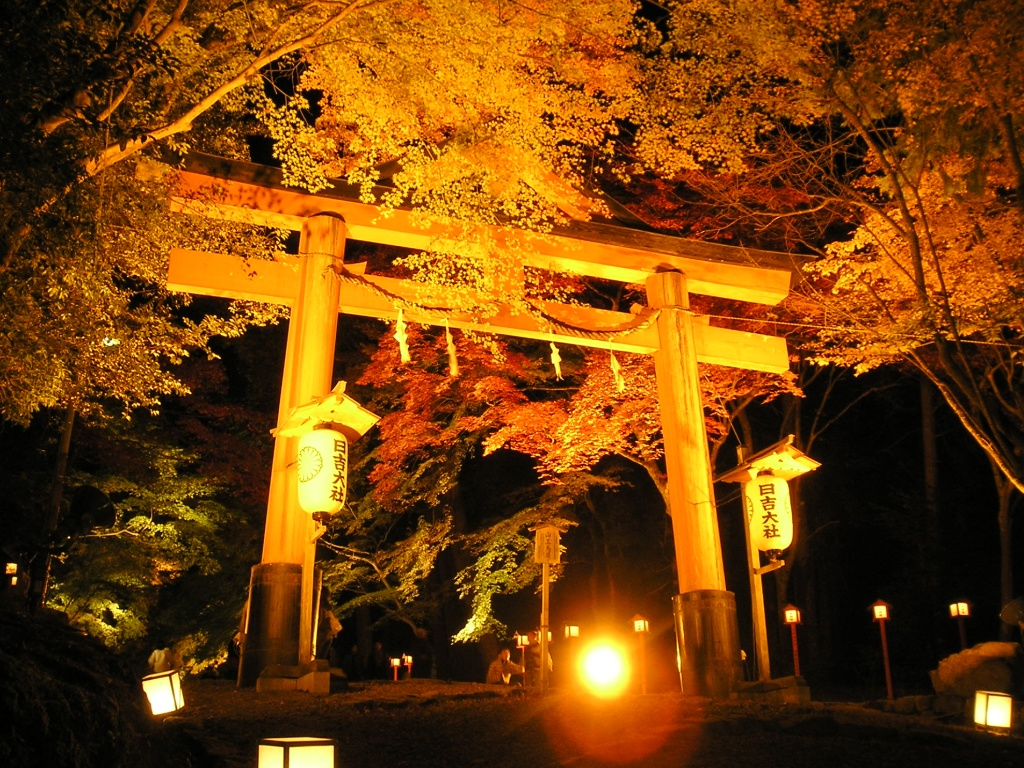
Torii, un soir de momiji matsuri (festival de l'érable).